# مرکز تبادل داده‌های مکانی
مرکز تبادل داده‌های مکانی (Spatial Data Clearinghouse) سیستمی است که در آن می‌توان داده‌های مکانی را جمع‌آوری نمود و در صورت نیاز به جستجو داده‌های مورد نیاز پرداخت. کلیه داده‌های مکانی اعم از داده‌های تولید ملی که توسط سازمانی خاص تولید می‌گردد یا داده‌هایی که به واسطه اجرای یک پروژه تولید می‌شود، تماماً در این مرکز نگهداری می‌گردند.

## مقدمه
امروزه با حجم وسیعی از داده در سازمان‌های مختلف مواجه هستیم. مشکلاتی که به دلیل ازدیاد اطلاعات به وجود می‌آید بعضاً ممکن است از خسارت ناشی از نبود اطلاعات بیشتر باشد؛ لذا ایجاد یک مدیریت منسجم در چرخهٔ اطلاعات برای سازمان‌ها ضروری است. داده‌های مکانی بخش اعظم سیستم‌های اطلاعات مکانی را تشکیل می‌دهد. به طوری که آنالیز داده‌ها بدون آن معنا ندارد. به دلیل هزینه بر بودن جمع‌آوری داده‌ها همواره کاربران سعی می‌نمایند تا از دادهای مربوط به پروژه‌های از قبل اجرا شده‌استفاده نمایند؛ بنابراین ضروری است با تشکیل گروهی متشکل از کاربران داده‌های مکانی و تولیدکنندگان بتوان فعالیت‌های آن‌ها را با یکدیگر پیوند داد.

## تاریخچه
با ازدیاد داده‌های مکانی و پیدایش سیستم‌های اطلاعات جغرافیایی (GIS) دراواخر سال ۱۹۶۰ ضرورت انسجام بخشی به داده‌هایی که برای منظور خاص تولید می‌گردیدند و کاربردهای متفاوتی داشتند، احساس شد. این موضوع موجب گردید تا داده‌های مکانی را بتوان در یک پایگاه جمع‌آوری نمود تا در مواقع لزوم و براساس نیاز دسترسی به آن امکان‌پذیر باشد.

## اهمیت و ضرورت ایجاد مرکز تبادل داده‌های مکانی
مرکز هماهنگی داده‌های مکانی به استفاده‌کنندگان از اطلاعات کمک می‌نماید که اطلاعات مکانی مورد نیاز خود را به آسانی جستجو و پیدا نمایند. با توجه به اینکه حدود ۷۰٪ کار مربوط به پروژه‌های سیستم اطلاعات جغرافیایی (GIS) و حدود ۸۰٪ تصمیم‌گیری در زمینه پروژه‌هایی همچون آمایش سرزمین، کاداستر و… به گردآوری داده‌ها نیازمند است؛ لذا داده‌های مکانی در زمان و هزینه پروژه‌ها نقش به سزایی دارند. ایجاد پایگاهی که بتواند سرویس‌های لازم به کاربران در جهت جلوگیری از دوباره‌کاری‌ها و انسجام بخشی به اطلاعات بدهد، می‌تواند در افزایش تولید ناخالص داخلی کشور (GDP) کمک نماید.

## مفاهیم مرتبط
انباره داده (Datastore)، مرکز هماهنگی داده (Data Clearinghouse)، داده کاوی (Data Mining)، زیرساختار داده مکانی (Spatial Data Infrastructure)، ابر داده (Metadata).

## کاربرد
پایگاه داده موجود در مرکز تبادل داده‌های مکانی می‌تواند کاربردهای گوناگونی در موارد زیر داشته باشد.
- آمایش سرزمین
- حوادث غیرمترقبه
- برآورد خسارت ناشی از حوادث طبیعی (سیل، زلزله، طوفان و…) یا حوادث غیرطبیعی
- اجرای پروژه‌های عمرانی
- برنامه‌ریزی و تصمیم‌گیری‌های مدیریتی کلان

## استفاده از واسط کاربر و ابر داده(Metadata)
مهم‌ترین موضوع در مرکز تبادل داده‌های مکانی تولید یک واسط کاربر برای دریافت و ذخیره ابرداده(Metadata) از تولیدکنندگان داده است. در ابر داده(Metadata) کلیه اطلاعات مطابق با استاندارد تعریف شده برای مجموعه داده‌های مکانی وجود دارد. همچنین چگونگی دستیابی به داده‌ها بیان می‌شود؛ لذا کافی است کاربران بر اساس موضوعات موجود در ابر داده به جستجوی نیازمندی‌های اطلاعاتی خود بگردند. در صورت نیاز در ابر داده، کاربر می‌تواند با وب‌سایت تولیدکننده از طریق URL (Universal Resource Locator) ارتباط برقرار نماید و سفارش مورد نیاز خود را انجام دهد.

### مراحل انجام کار
1. ثبت ابر داده(Metadata) در پایگاه داده مرکز تبادل داده‌های مکانی
2. جستجو داده‌ها بر اساس ابرداده توسط کاربر
3. درخواست داده از وب‌سایت تولیدکننده

## سازمان‌ها و مراکز تولیدکننده عمده اطلاعات مکانی در ایران
1. سازمان فضایی ایران
2. سازمان نقشه‌برداری کشور
3. سازمان جغرافیایی نیروهای مسلح

## دروس مرتبط با داده‌های مکانی
- درس داده کاوی
- درس سیستم‌های اطلاعات جغرافیایی(Geographic Information System)در رشته فناوری اطلاعات که جز دروس اختیاری است یا دروس اجباری برای کارشناسی ارشد رشته سیستم اطلاعات جغرافیایی(GIS) در دانشکده‌های نقشه‌برداری است.
- درس نقشه‌برداری(Surveying)
- درس سیستم اطلاعات جغرافیایی در رشته کارشناسی ارشد سنجش از دور و GI
- آزمایشگاه داده‌کاوی گروه مهندسی فناوری اطلاعات

- سایت https://web.archive.org/web/20111209042940/http://clearinghouse1.fgdc.gov/